# Gran cadí

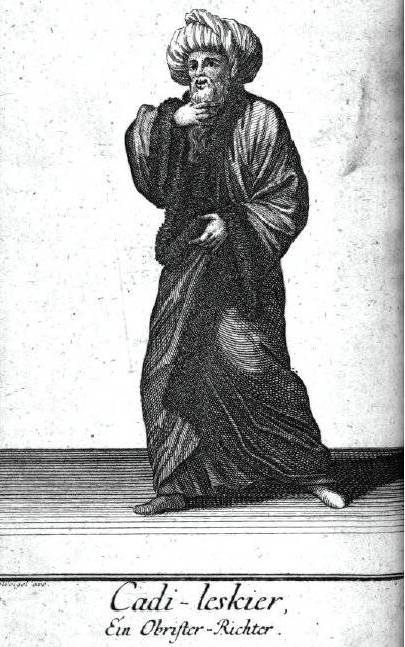
El uniforme del Gran cadí (juez militar) en el Imperio otomano.

Gran cadí (en árabe: قاضي القضاة) es una posición islámica religiosa y secular creada en la época abasí durante el califato de Harún al-Rashid después de mostrar la necesidad urgente de separar el poder judicial del poder ejecutivo. Todo eso fue tras la prosperidad del Estado islámico, la variedad de las instalaciones y su expansión, que condujo a convertirse en una necesidad urgente de que cada persona se asumiría un cargo administrativo del Estado, independiente de las otras posiciones para cumplir con su deber al máximo.